# Engelbert Washietl
Engelbert Washietl (* 10. März 1941 in Stockerau; † 3. Juni 2022) war ein österreichischer Journalist. 1995 war er Chefredakteur der Salzburger Nachrichten.

## Leben
Engelbert Washietl studierte Geschichte an der Universität Wien, wo er 1966 mit einer Dissertation über den serbischen Ministerpräsidenten Nikola Pašić zum Doktor der Philosophie promovierte.
Anschließend begann er als  Außenpolitikjournalist bei der Tageszeitung Die Presse, deren stellvertretender Chefredakteur er 1985 wurde. Ab 1988 leitete er die Wiener Redaktion der Salzburger Nachrichten, 1995 übernahm er dort die Chefredaktion. 1996 war er der erste Preisträger des Kurt-Vorhofer-Preises. Von 1996 bis 2004 war er stellvertretender Chefredakteur des Wirtschaftsblattes, für das er bis zu seiner Pensionierung 2006 als Kommentator tätig war. Danach war er als freier Journalist unter anderem für Die Presse, die Wochenzeitung Die Furche und Die Zeit tätig. Von 2007 bis 2012 war er auch in der Wiener Zeitung als Kolumnist tätig.
2000 begründete er die Initiative Qualität im Journalismus (IQ) mit, als deren Sprecher er auch fungierte. Außerdem war er Vorstandsmitglied der Concordia. 2012 erhielt er den Concordia-Preis für sein Lebenswerk. Nach Hugo Portisch war er 2022 der zweite Preisträger des Hans-Ströbitzer-Preises für das Lebenswerk. Washietl war Mitglied im APA-Qualitätsbeirat, der die Chefredaktion „als beratendes Gremium bei der Qualitätssicherung, der Erstellung interner Handbücher, Leitfäden und Compliance-Regelungen“ unterstützt. Vor allem die Finanzierung von Qualitätsjournalismus sei ihm ein großes Anliegen gewesen.
Engelbert Washietl starb im Juni 2022 im Alter von 81 Jahren.

## Publikationen (Auswahl)
als Autor
- 1987: Österreich und die Deutschen, Ueberreuter, Wien 1987, ISBN 978-3-8000-3246-4.

als Herausgeber
- 2007: Werte – aber welche?: die Werte-Debatte, gemeinsam mit Eva Pfisterer, Konferenzschrift, Weitra 2007, Schriftenreihe der Waldviertel-Akademie, Band 2, ISBN 978-3-8258-0868-6.
- 2007: Arbeit – der Mensch zwischen Fremd- und Selbstbestimmung, gemeinsam mit Eva Pfisterer, Konferenzschrift, Weitra 2008, Schriftenreihe der Waldviertel-Akademie, Band 3, ISBN 978-3-8258-1522-6.
- 2008: Gerechtigkeit – um die rechte Führung des Lebens, gemeinsam mit Eva Pfisterer, Konferenzschrift, Weitra 2008, Schriftenreihe der Waldviertel-Akademie, Band 4, ISBN 978-3-643-50016-8.

## Auszeichnungen (Auswahl)
- 1996: Kurt-Vorhofer-Preis[1][3]
- 2011: Verleihung des Berufstitels Professor[10]
- 2012: Concordia-Preis für sein Lebenswerk[3]
- 2022: Hans-Ströbitzer-Preis für sein Lebenswerk[1][6]